# Call of Duty: World at War: Zombies
Call of Duty: World at War: Zombies – spin-off Call of Duty: World at War na iPhone'a i iPoda wyprodukowany przez Ideaworks Game Studio. Jest on adaptacją trybu Nazi Zombies z głównych części serii.

## Rozgrywka
Call of Duty: World at War: Zombies jest adaptacją trybu Nazi Zombies z głównych części serii.